# Ptecticus subaustralis
Ptecticus subaustralis är en tvåvingeart som beskrevs av Roznosky och Kovac 1998. Ptecticus subaustralis ingår i släktet Ptecticus och familjen vapenflugor. Inga underarter finns listade i Catalogue of Life.